# Carville
Carville és un municipi delegat francès, situat al departament de Calvados i a la regió de Normandia. El 2016 va integrar el municipi nou de Souleuvre en Bocage. L'any 2007 tenia 343 habitants.

## Demografia

### Població
El 2007 la població de fet de Carville era de 343 persones. Hi havia 126 famílies de les quals 36 eren unipersonals (20 homes vivint sols i 16 dones vivint soles), 35 parelles sense fills, 47 parelles amb fills i 8 famílies monoparentals amb fills.
La població ha evolucionat segons el següent gràfic:
Habitants censats

### Habitatges
El 2007 hi havia 165 habitatges, 135 eren l'habitatge principal de la família, 21 eren segones residències i 9 estaven desocupats. 164 eren cases i 1 era un apartament. Dels 135 habitatges principals, 96 estaven ocupats pels seus propietaris, 38 estaven llogats i ocupats pels llogaters i 1 estava cedit a títol gratuït; 6 tenien dues cambres, 15 en tenien tres, 45 en tenien quatre i 69 en tenien cinc o més. 103 habitatges disposaven pel capbaix d'una plaça de pàrquing. A 57 habitatges hi havia un automòbil i a 64 n'hi havia dos o més.

### Piràmide de població
La piràmide de població per edats i sexe el 2009 era:
| Homes | Edats   | Dones |
| ----- | ------- | ----- |
| 0     | 95 o +  | 0     |
| 0     | 90 a 94 | 4     |
| 0     | 85 a 89 | 4     |
| 4     | 80 a 84 | 0     |
| 0     | 75 a 79 | 20    |
| 4     | 70 a 74 | 12    |
| 12    | 65 a 69 | 4     |
| 8     | 60 a 64 | 20    |
| 8     | 55 a 59 | 0     |
| 8     | 50 a 54 | 8     |
| 8     | 45 a 49 | 12    |
| 8     | 40 a 44 | 16    |
| 12    | 35 a 39 | 4     |
| 16    | 30 a 34 | 12    |
| 16    | 25 a 29 | 16    |
| 4     | 20 a 24 | 12    |
| 16    | 15 a 19 | 12    |
| 16    | 10 a 14 | 0     |
| 8     | 5 a 9   | 16    |
| 8     | 0 a 4   | 0     |

## Economia
El 2007 la població en edat de treballar era de 201 persones, 155 eren actives i 46 eren inactives. De les 155 persones actives 141 estaven ocupades (77 homes i 64 dones) i 14 estaven aturades (6 homes i 8 dones). De les 46 persones inactives 20 estaven jubilades, 16 estaven estudiant i 10 estaven classificades com a «altres inactius».

### Ingressos
El 2009 a Carville hi havia 139 unitats fiscals que integraven 354,5 persones, la mediana anual d'ingressos fiscals per persona era de 15.042 €.

### Activitats econòmiques
Dels 6 establiments que hi havia el 2007, 2 eren d'empreses de construcció, 1 d'una empresa de transport, 1 d'una empresa d'hostatgeria i restauració, 1 d'una empresa de serveis i 1 d'una entitat de l'administració pública.
Dels 2 establiments de servei als particulars que hi havia el 2009, 1 era un guixaire pintor i 1 lampisteria.
L'any 2000 a Carville hi havia 26 explotacions agrícoles que ocupaven un total de 900 hectàrees.

## Poblacions més properes
El següent diagrama mostra les poblacions més properes.